# Hatzendorf
Hatzendorf est une commune autrichienne du district de Südoststeiermark en Styrie.